# Rosendal
Rosendal is een plaats in de Noorse gemeente Kvinnherad, provincie Vestland. Rosendal telt 919 inwoners (2007) en heeft een oppervlakte van 1,4 km².

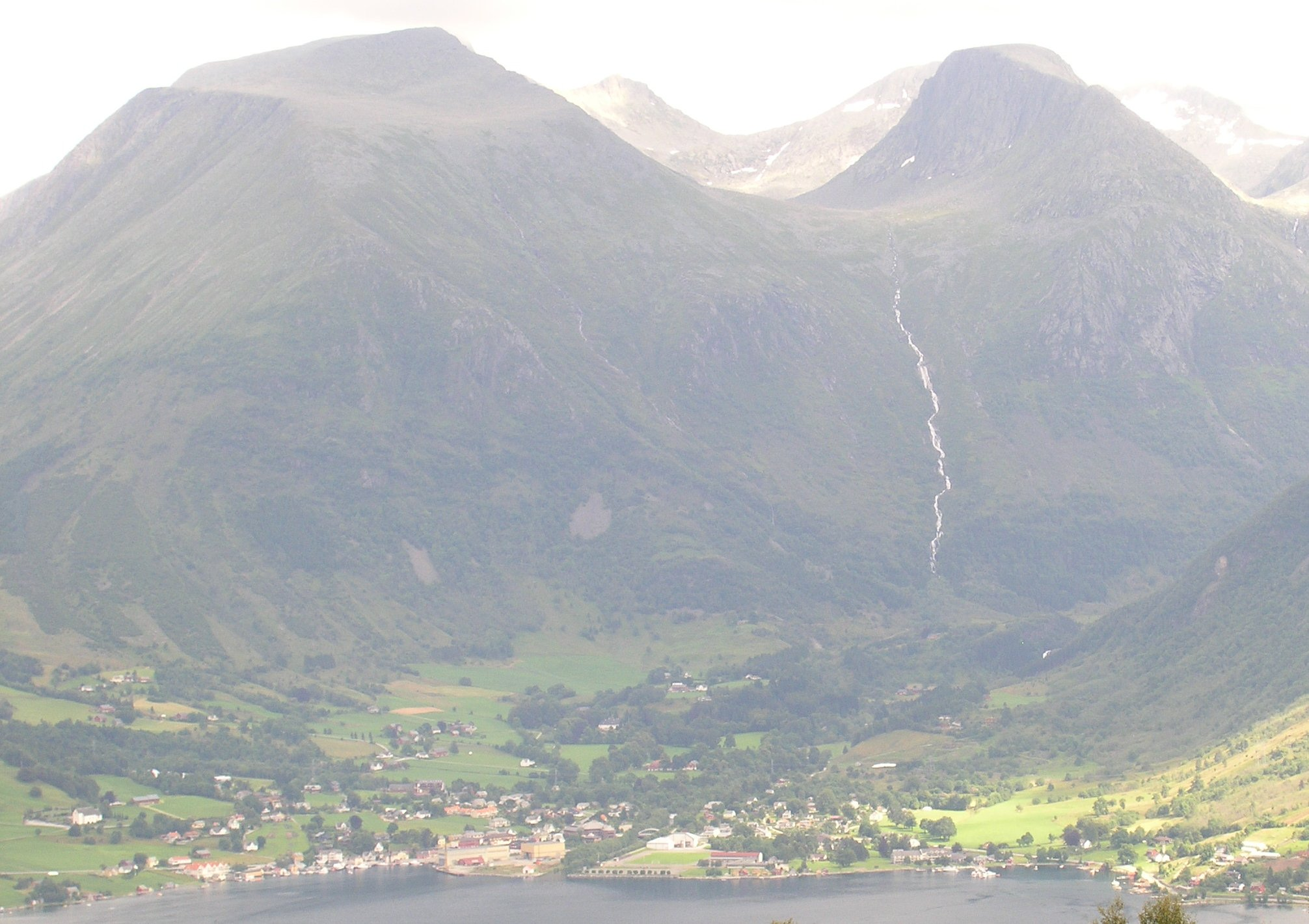
Rosendal
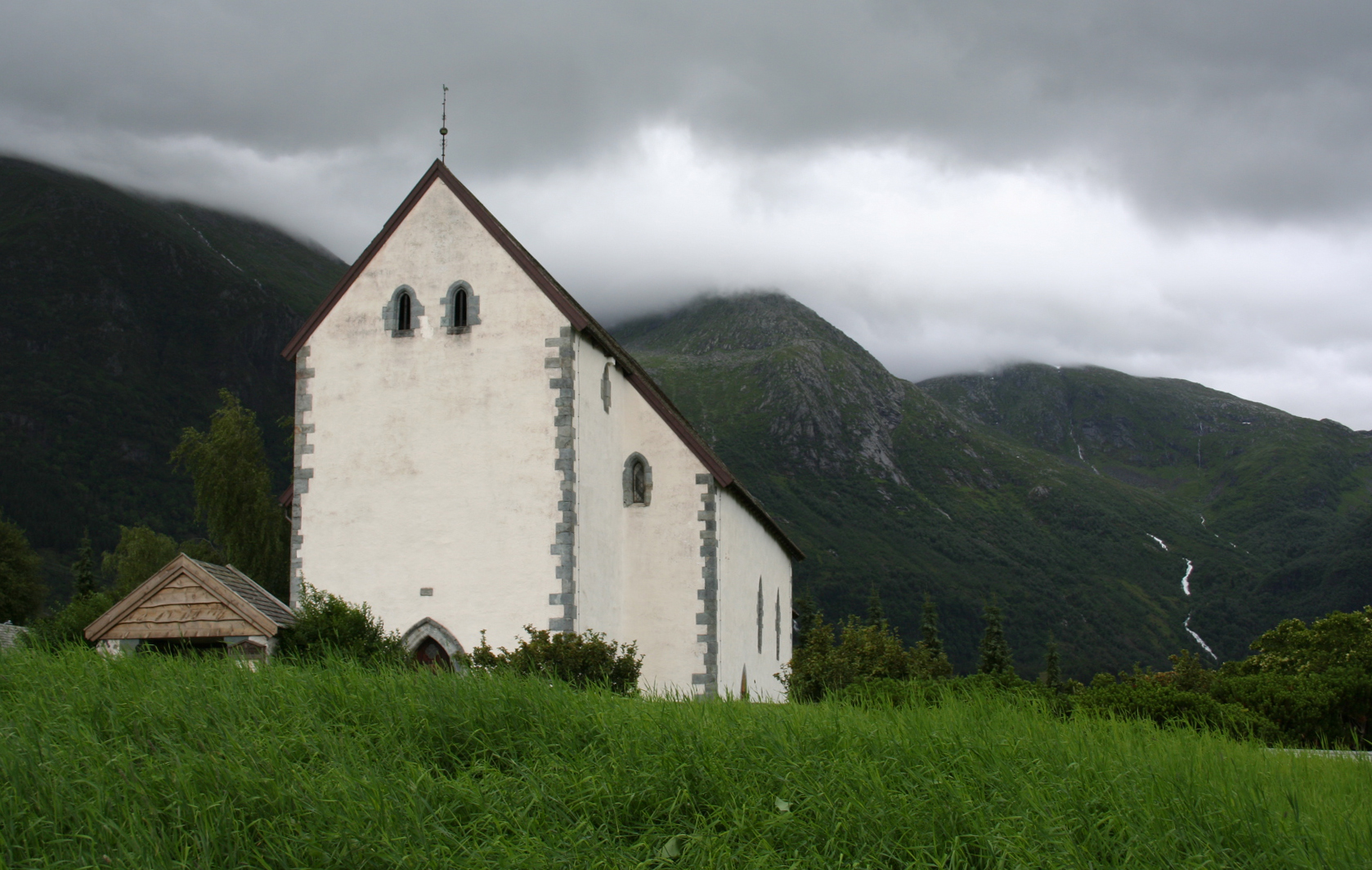
Kerk in Rosendal

Dimmelsvik · Herøysund · Husnes · Rosendal · Sæbøvik · Seimsfoss · Sunde/Valen · Uskedal